# Monománia
Monománia (az egy jelentésű görög monos,és az ugyancsak görög eredetű mánia szóból) egy pszichológiai fogalom tizenkilencedik század elejéről, jelentése rögeszme, hóbort, amiknek kiváltó okai általában a függőségek. Indokolatlan cselekvésekre vezető kóros lelki állapot, amelyre rögeszmék, kényszerképzetek fellépése jellemző. A fogalom a mai pszichiátriában már nem használatos, jelentősége történeti.